# Advanced Function Presentation
Advanced Function Presentation (Abkürzung AFP) ist ein Format für den Druckdatenstrom im Rahmen der Herstellung von Massendruckstücken. Die Abkürzung AFP wird von IBM ebenfalls als Abkürzung für „Advanced Function Printing“ benutzt. Ab 1995 wurde es in „Advanced Function Presentation“ umbenannt.
Die Druckdaten werden von einem Druckertreiberprogramm (IBM PSF Print Services Sacility oder IPM Info Print Manager) nach IPDS umgesetzt. IPDS steht für „Intelligent Printer Data Stream“ (siehe hierzu Raster Image Processor). Für die Bildschirmanzeige ist ein AFP-Viewer nötig. Ein AFP-Datenstrom (AFPDS) besteht aus Verbunddokumenten (MO:DCA mixed object document content architecture) mit Text, grafischem Inhalt, Schriften und Barcodes.
IPDS ist ein bidirektionaler Datenstrom, der die Maschine ansteuert, besonders interessant zur Protokollierung bereits gedruckter Seiten (bspw. bei Großaufträgen mit durchlaufenden Seiten). IPDS ist das Protokoll, das zwischen Druckertreiberprogramm (PSF oder IPM) und Drucker benutzt wird.
AFP ist ein eingetragenes Warenzeichen von IBM.